# Wurfrahmen 40
A Wurfrahmen 40 (magyarul: „40-es vetőkeret”) egy második világháborús német rakéta-sorozatvető faanyagú vetőkerete volt. Általában Sd.Kfz. 251-es féllánctalpasokra vagy zsákmányolt francia Renault UE Chenillette-re szerelték. Ezzel egy jóval mozgékonyabb és védettebb tüzérségi eszközt kaptak, mint a vontatott Nebelwerferek. A vele felszerelt járművet a katonák nagyon találóan csak „Gyalog Stukának” (Stuka zu Fuß), telepített változatát (Wurfgerät 41) pedig „Bőgő tehénnek” (Heulende Kuh) nevezték.
1941-ben a J. Gast. cég kifejlesztett egy csövekből összeszerelhető tartóvázat, amely mind a négy Sd.Kfz. 251-alváltozatra (Ausf. A–D) könnyen felszerelhető volt. A keretre összesen 6 darab Wurfrahmen 40 rakétaindítót lehetett felszerelni a Wurfkörper rakéták számára. Az indítókból 280 mm-es repesz-romboló (28 cm Sprengranate), vagy 320 mm-es gyújtó töltetű rakétát lehetett kilőni. Mint az összes korabeli rakétatüzérségnél, a rakéták pontatlanok voltak és ezért nagy mennyiségben lőtték őket a célpontra. A nagy mennyiségben érkező gyújtó töltetű rakéták sokkhatása viszont elsöprő erejű volt. A rakéták célba juttatását a jármű megfelelő irányba állításával lehetett elérni (oldalszög), míg lőtávolságukat a vetőkeretek helyszögének módosításával változtatták. A 280 mm-es rakétával 1,9 km-es, míg a 320 mm-es rakétával 2,2 km-es maximális hatótávolságot lehetett elérni. Az irányzás elősegítésére, a jármű elejére két „irányzópálcát” szereltek. Az indítást távirányítással, elektromos indukciós tekerccsel, a járműtől biztonságos távolságra végezték. Egy teljes sorozatot (egyesével, egymás után) 10 másodperc alatt lehetett kilőni. Az indítókeretet rendszerint az Sd.Kfz. 251/1-es lövészszállító változatokról vetették be.

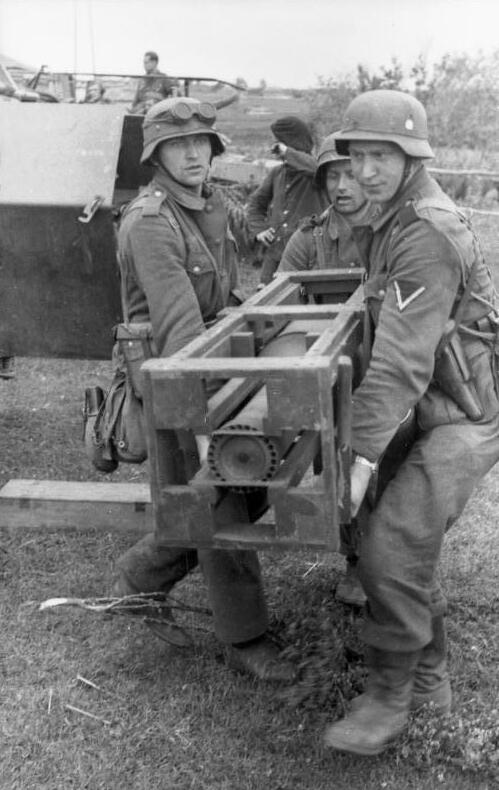
Egy betöltött Wurfrahmen-keret málházás közben

A Sd.Kfz 251-es féllánctalpason 6 db keretet helyeztek rá, oldalanként hármat-hármat. A Chenillette UE-nél kettőt oldalanként, vagy négyet a jármű hátuljára szerelve. Ilyen rakétaindítót szereltek még a francia Hotchkiss H35-re, itt szintén oldalanként kettőt-kettőt.